# Charing Cross

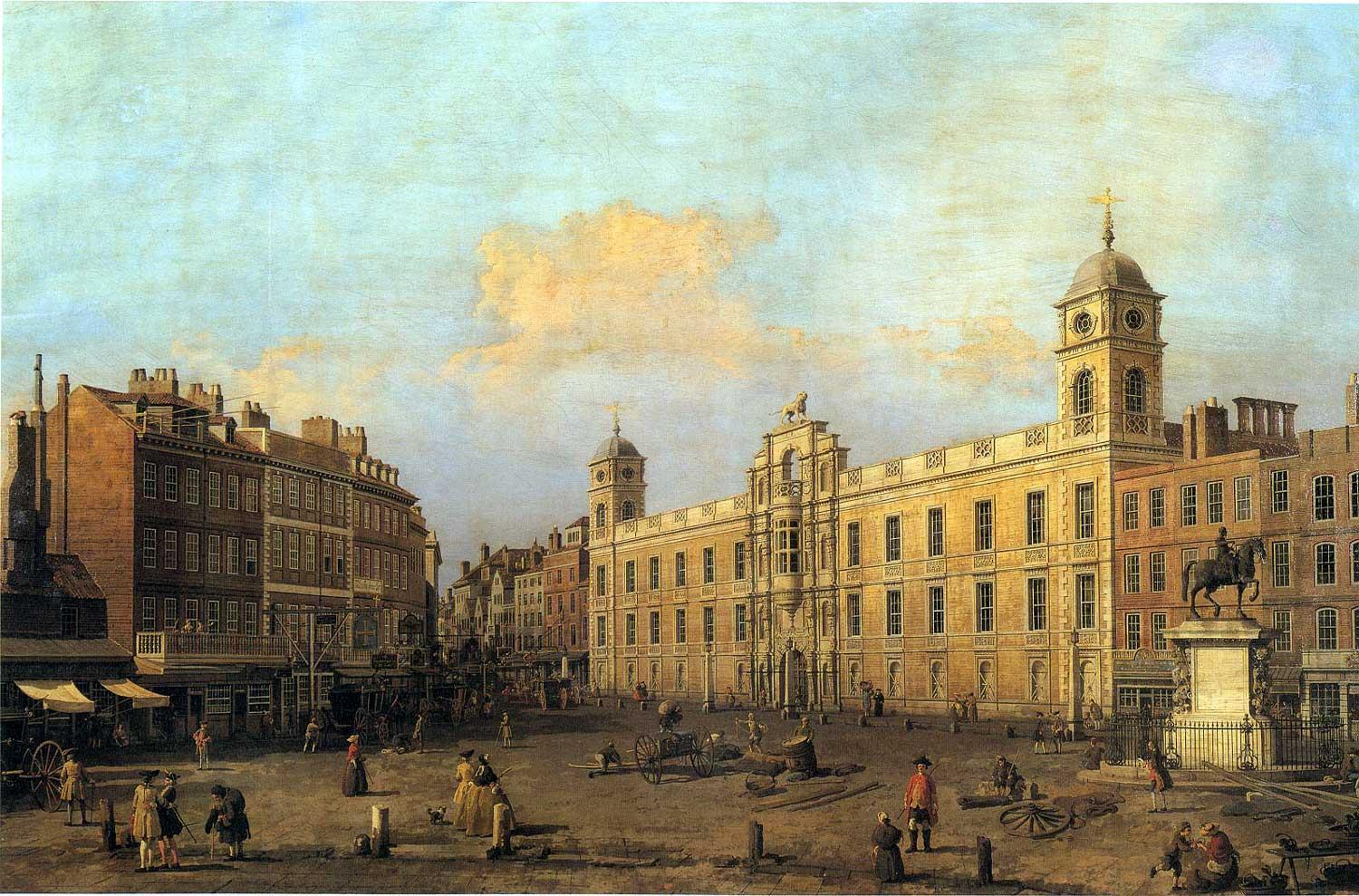
Charing Cross trước toà nhà Northumberland năm 1752. Bức tượng Charles I nằm ở bên phải bức hình.

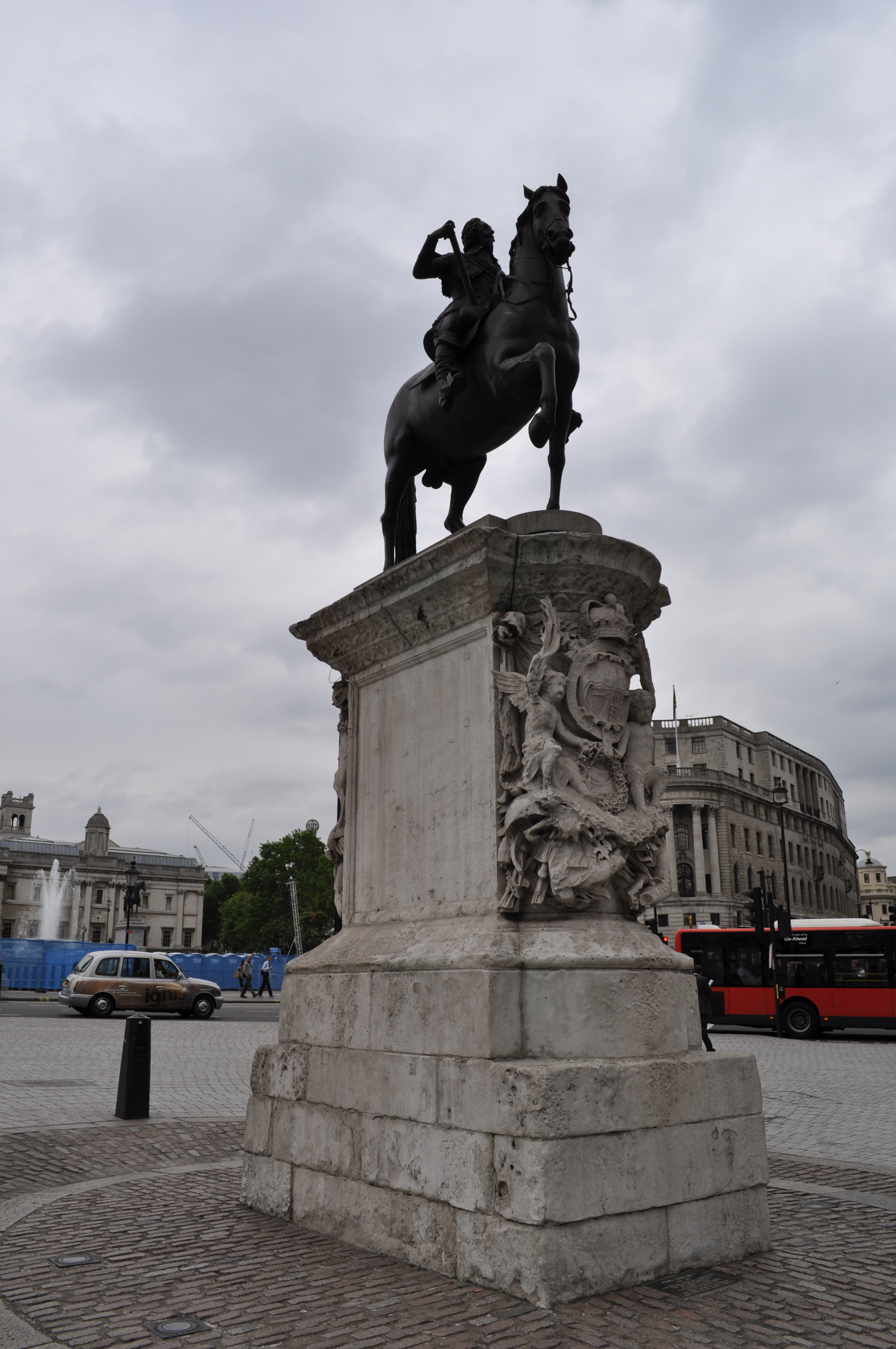
Tượng Charles I

Charing Cross trước đây là một thập ác (đài kỷ niệm trên có chữ thập) nằm ở giao lộ của đường Strand, Whitehall và Cockspur, ngay phía nam của Quảng trường Trafalgar ở trung tâm Luân Đôn, Anh. Nó được đặt tên theo thập ác Eleanor đã bị phá huỷ thời gian dài trước đó và cũng tại vị trí của Charing Cross. Vị trí này ngày nay được thay thế bởi một bức tượng vua Charles I cưỡi ngựa. Từ nửa sau thế kỷ 18, Charing Cross được xem là trung tâm của Luân Đôn. Đây chính là vị trí toạ độ trung tâm dùng để đo lường khoảng cách từ Luân Đôn (cùng với Hòn đá Luân Đôn, toà nhà Hicks Hall và cửa nhà thờ St Mary-le-Bow).